# Засуха

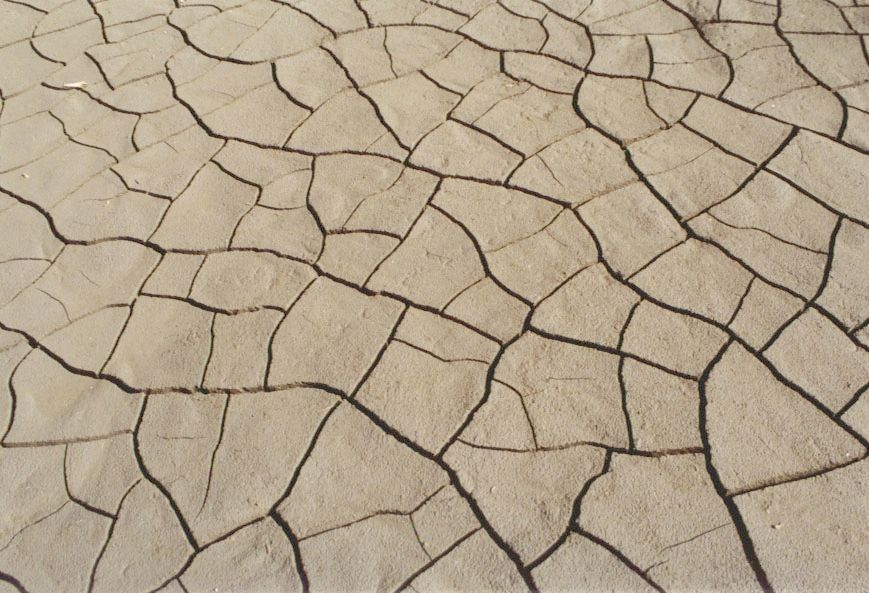
Потрескавшаяся земля во время засухи

За́суха — это явление продолжительной нехватки воды,  будь то атмосферные (осадки ниже среднего), поверхностные или грунтовые воды. Засуха может длиться месяцами или годами.

## Возникновение
Начало засухи обычно связано с установлением малоподвижного высокого антициклона — в результате чего наступает продолжительный (от нескольких недель до двух-трёх месяцев) период устойчивой погоды с высокими для данной местности температурами воздуха и малым количеством осадков, в результате чего снижаются влагозапасы почвы и возникает угнетение и гибель культурных растений.
Обилие солнечного тепла и постепенно понижающаяся влажность воздуха создают повышенную испаряемость (атмосферная, или воздушная засуха), в связи с чем запасы почвенной влаги без пополнения их дождями истощаются (почвенная засуха). Постепенно, по мере усиления почвенной засухи, пересыхают пруды, реки, озёра, родники, — начинается гидрологическая засуха.
При засухе поступление воды в растения через корневые системы затрудняется, расход влаги на транспирацию начинает превосходить её приток из почвы, водонасыщенность тканей падает, нормальные условия фотосинтеза и углеродного питания нарушаются.
Многие виды растений, такие как представители семейства Cactaceae (или кактусы), обладают адаптацией к засухоустойчивости, такой как уменьшенная площадь листьев и восковые кутикулы, повышающие их способность переносить засуху. Некоторые другие виды переживают засушливые периоды в виде закопанных семян. Полуперманентная засуха порождает засушливые биомы, такие как пустыни и луга. Продолжительные засухи вызывают массовые человеческие миграции и гуманитарный кризис. Большинство засушливых экосистем по своей природе имеют низкую продуктивность. Самая продолжительная засуха за всю историю человечества ( длительностью 400 лет) произошла в пустыне Атакама в Чили.

## Типы засухи
- Атмосферные (или метеорологические) засухи происходят, когда в течение продолжительного времени в местности выпадает меньше среднего количества осадков[3]. Метеорологическая засуха обычно предшествует другим видам засух[4].
- Сельскохозяйственные засухи влияют на урожайность сельскохозяйственных культур или экологию ареала. Это состояние также может возникать независимо от любого изменения уровня осадков, когда либо усиление орошения, либо почвенные условия, а также эрозия, вызванная плохо спланированными сельскохозяйственными усилиями, вызывают нехватку воды, доступной для сельскохозяйственных культур. Однако при традиционной засухе это вызвано продолжительным периодом осадков ниже среднего[5]
- Гидрологические засухи возникают, когда запасы воды в таких источниках, как водоносные горизонты, озёра и водохранилища, падают ниже порогового уровня, необходимого для поддержания жизнедеятельности растительности для региона. Гидрологическая засуха имеет тенденцию проявляться медленнее, потому что она связана с накопленной водой, которая используется, но не пополняется. Подобно сельскохозяйственной засухе, это может быть вызвано не только отсутствием осадков. Например, в 2007 году Всемирный банк выделил  Казахстану крупную сумму денег на восстановление воды, которая была отведена другим странам из Аральского моря при советской власти[6]. Подобные причины также ставят самое большое озеро Казахстана — Балхаш, под угрозу полного высыхания[7].

По мере того, как засуха продолжается, условия вокруг неё постепенно ухудшаются, и её воздействие на местное население усиливается.

## Причины засух

### Недостаток осадков
Механизмы образования осадков подразделяются на конвективные, стратиформные и орографические осадки. Конвективные процессы включают в себя сильные вертикальные движения воздуха, которые могут вызвать «опрокидывание атмосферы» в этом месте в течение часа и вызвать обильные осадки, в то время как стратиформные процессы включают более слабые восходящие движения и менее интенсивные осадки в течение более длительного времени. Осадки можно разделить на три категории в зависимости от того, выпадают ли они в виде воды, воды замерзающей при контакте с поверхностью, или льда. Засухи происходят в основном в районах, где нормальные уровни осадков сами по себе низкие. Если эти факторы не поддерживают объёмы осадков, достаточные для достижения поверхности в течение достаточного времени, результатом является засуха. Засуха может быть вызвана высоким уровнем отражённого солнечного света и преобладанием систем высокого давления выше среднего, ветрами, несущими континентальные, а не океанические воздушные массы, и гребни областей высокого давления наверху могут предотвратить или ограничить развитие грозовой активности или количества осадков в одном определённом регионе. Когда регион находится в зоне засухи, механизмы обратной связи, такие как местный засушливый воздух, жаркие условия, которые могут способствовать образованию тёплых гребней, и минимальная эвапотранспирация могут ухудшить условия засухи.

### Сухой сезон
В тропиках наблюдается ежегодно повторяющееся в течение нескольких месяцев уменьшение и даже прекращение атмосферных осадков вследствие смещения антициклонов, происходящего по причине перехода Солнца через плоскость экватора. В полушариях Земли, разделяемых экватором, сезоны разные и меняются попеременно. В тропическом поясе северного полушария сухой сезон длится с октября по март. В этом время дожди становятся редкими, а погода — более жаркой и солнечной. В апреле сухой сезон сменяется сезоном дождей, который длится по сентябрь. В южных тропиках, наоборот, наступает сухой сезон.

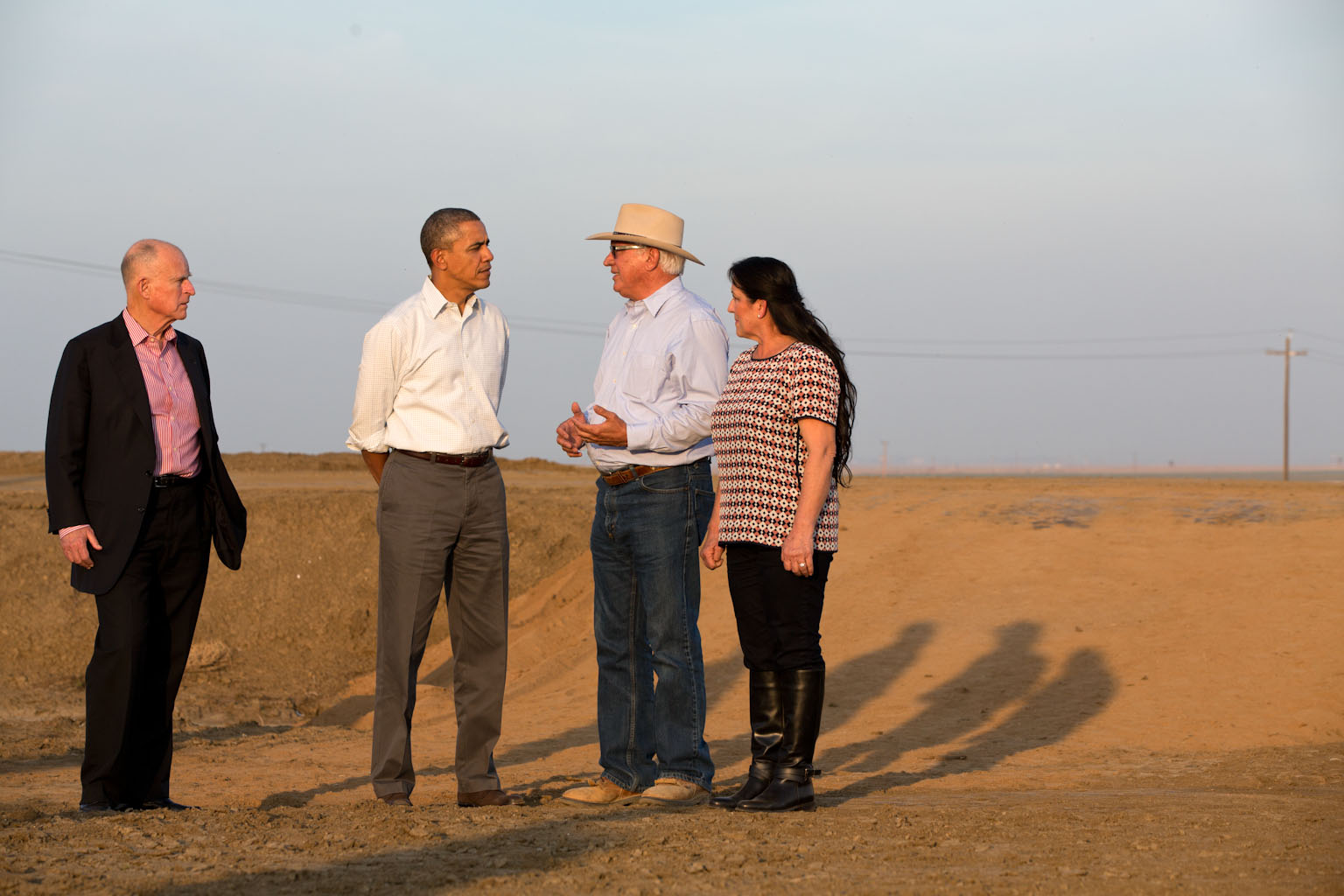
Президент США Барак Обама обсуждает с фермерами засуху в Калифорнии в 2014 году.

Засуха заставляет мигрировать в поиске воды и пищи такие виды животных, как зебры, антилопы гну, слоны. Низкая влажность также способствует распространению пожаров в лесах и саваннах.

### Эль-Ниньо
Эль-Ни́ньо это колебание температуры поверхностного слоя воды в экваториальной части Тихого океана, оказывающее заметное влияние на климат. В более узком смысле Эль-Ниньо — фаза южной осцилляции, в которой область нагретых приповерхностных вод смещается к востоку. Во время явлений Эль-Ниньо в некоторых частях бассейна реки Амазонки, Колумбии и Центральной Америке бывает более сухая и жаркая погода. Зимы во время Эль-Ниньо теплее и суше, чем в среднем на северо-западе, севере Среднего Запада и северной части Среднего Востока США, поэтому в этих регионах меньше снегопадов. С декабря по февраль условия также более сухие, чем обычно, в южно-центральной Африке, в основном в Замбии, Зимбабве, Мозамбике и Ботсване. Прямое воздействие Эль-Ниньо, приводящее к более засушливым условиям, наблюдается в некоторых частях Юго-Восточной Азии и Северной Австралии, усиливая лесные пожары, усиливая дымку и резко снижая качество воздуха. Более сухие, чем обычно, условия также обычно наблюдаются в Квинсленде, внутренней части Виктории, внутреннем Новом Южном Уэльсе и восточной Тасмании с июня по август. Поскольку тёплая вода распространяется из западной части Тихого океана и Индийского океана в восточную часть Тихого океана, она вызывает обширную засуху в западной части Тихого океана. В 2014 году в Сингапуре был самый засушливый февраль с момента начала наблюдений в 1869 году: за месяц выпало всего 6,3 мм осадков, а 26 февраля температура достигла 35 °C. В феврале 1968 года и 2005 года выпало 8,4 мм осадков .

### Человеческая деятельность и эрозия
Человеческая деятельность может напрямую вызвать усугубляющие факторы для возникновения засухи, такие как чрезмерное земледелие, чрезмерное орошение, вырубка лесов и эрозия, что отрицательно сказывается на способности земли удерживать воду. В засушливом климате основным источником эрозии является ветер. Эрозия часто является результатом перемещения материала ветром. Взвешенные частицы воздействуют на твёрдые объекты, вызывая эрозию за счёт абразии. Ветровая эрозия обычно происходит в районах с небольшой растительностью или без неё, часто в районах, где осадков недостаточно для поддержания растительности.

### Изменение климата
Ожидается, что глобальное изменение климата вызовет засухи, которые окажут существенное влияние на сельское хозяйство во всём мире, и особенно в развивающихся странах. Наряду с засухой в одних районах, наводнения и эрозия могут усилиться в других. Некоторые предлагаемые решения по борьбе с глобальным потеплением, в которых основное внимание уделяется более активным методам, а именно управлению солнечным излучением за счёт использования космического зонта, также могут нести повышенную вероятность засухи.
Согласно Специальному докладу об изменении климата и земель Межправительственной группы экспертов по изменению климата, изменение климата увеличивает засуху и опустынивание и затрагивает сотни миллионов человек. Зона поражения включает большие территории в Африке, Азии, Австралии и Южной Америке. 

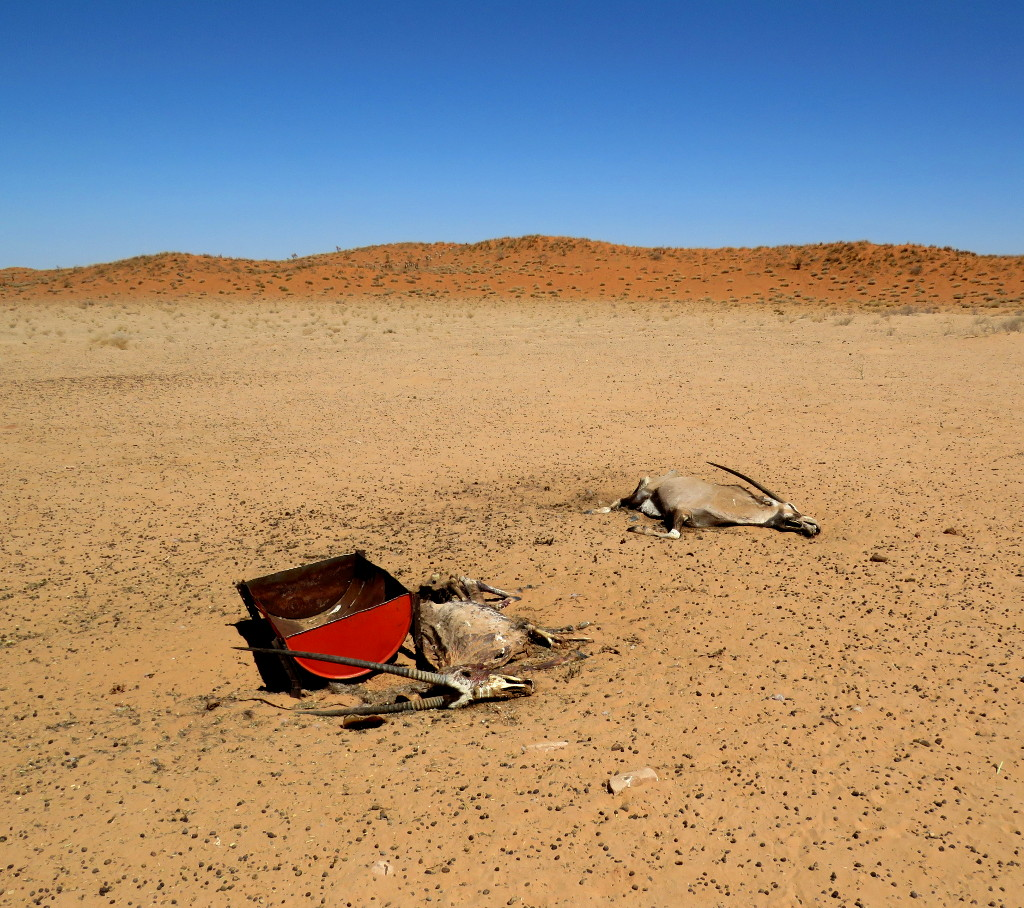
Погибшие антилопы в Намибии во время засухи в Южной Африке в 2018–2019 гг.

## Последствия
Последствия засухи и нехватки воды можно разделить на три группы: экологические, экономические и социальные.
- Экологические — более низкие уровни поверхностных и подземных вод, более низкие уровни стока (снижение ниже минимального, что ведёт к прямой опасности для жизни земноводных), повышенное загрязнение поверхностных вод, высыхание водно-болотных угодий, увеличение количества пожаров, более высокая интенсивность дефляции, потеря биоразнообразия, ухудшение здоровья деревьев и появление вредителей и болезней дендроидов.
- Экономические — снижение объёмов производства сельскохозяйственных культур, лесов, дичи и рыболовства, более высокие затраты на производство продуктов питания, более низкие уровни производства энергии на гидроэлектростанциях, убытки, вызванные истощением водных ресурсов, приносимых туризмом и транспортными доходами, проблемы с водоснабжением для энергетического сектора и технологических процессов в металлургической, горнодобывающей, химической, бумажной, деревообрабатывающей, пищевой промышленности и т. д., нарушение водоснабжения муниципальных хозяйств.
- Социальные — негативное воздействие на здоровье людей, непосредственно подвергшихся воздействию засухи (чрезмерная жара), возможное ограничение водоснабжения, повышенный уровень загрязнения, высокие затраты на продукты питания, стресс, вызванный неурожаем, и т. Это объясняет, почему засухи и нехватка пресной воды являются факторами, увеличивающими разрыв между развитыми и развивающимися странами[24].

Эффекты различаются в зависимости от уязвимости. Например, фермеры, ведущие натуральное хозяйство, с большей вероятностью будут мигрировать во время засухи, потому что у них нет альтернативных источников пищи. Районы, население которых зависит от источников воды как основного источника пищи, более уязвимы для голода.

### Общие последствия засухи
Общие последствия засухи включают:
- Снижение роста или продуктивности урожая и продуктивности домашнего скота;
- Пыльные бури, когда засуха поражает территорию, страдающую от опустынивания и эрозии;
- Ущерб среде обитания, затрагивающий как наземных, так и водных животных[25];
- Голод — засуха даёт слишком мало воды для выращивания продовольственных культур;
- Недоедание, обезвоживание и сопутствующие им заболевания;
- Массовая миграция, приводящая к внутренним миграциям и международным беженцам;
- Снижение производства электроэнергии из-за уменьшения расхода воды через плотины гидроэлектростанций[26];
- Нехватка воды для промышленных пользователей[27][28];
- Миграция змей, которая приводит к укусам змей[29];
- Социальная нестабильность
- Война за природные ресурсы, включая воду и продукты питания
- Лесные пожары, такие как лесные пожары в Австралии, становятся более обычным явлением во время засухи и могут привести к гибели людей[30];
- Воздействие и окисление кислых сульфатных почв из-за падения уровня поверхностных и грунтовых вод[31][32][33];
- Накопление цианотоксинов в пищевых цепочках и водоснабжении (некоторые из них являются одними из самых сильных токсинов, известных науке) может в долгосрочной перспективе вызывать рак с низким уровнем воздействия[34]. Высокие уровни микроцистина были обнаружены в моллюсках и пресноводных источниках в Сан-Франциско в штате Калифорния в 2016 году.

Только в Африке с 1970 по 2010 годы число погибших от засух составляет 1 млн человек .
В Центральной России в 1972, 1992, 2002 и 2010 годах из-за продолжительной жары и засухи возникли многочисленные лесные и торфяные пожары, что привело к задымлению Москвы и многих других городов и многочисленным нарушениям здоровья у людей.

## Защита и смягчение последствий
В сельском хозяйстве люди могут эффективно смягчить большую часть последствий засухи за счёт орошения и севооборота. Неспособность разработать адекватные стратегии смягчения последствий засухи в современную эпоху оборачивается серьёзными человеческими жертвами, усугубляемыми постоянно растущей плотностью населения. Президент США Франклин Рузвельт 27 апреля 1935 года подписал документы о создании Службы охраны почв — в настоящее время Служба охраны природных ресурсов. Образцы закона были отправлены в каждый штат для принятия. Это были первые устойчивые практические программы по сокращению будущей уязвимости для засухи, создавшие агентства, которые первыми начали уделять особое внимание мерам по сохранению почвы для защиты сельскохозяйственных земель сегодня. Лишь в 1950-х годах в существующие законы было внесено значение, придаваемое сохранению водных ресурсов. 

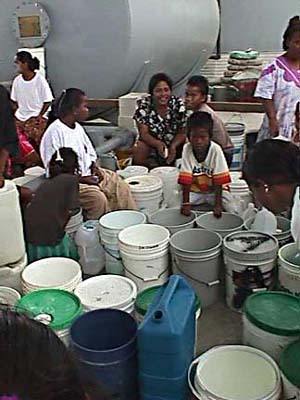
Раздача воды на Маршалловых островах во время Эль-Ниньо

### Стратегии защиты от засухи
Стратегии защиты от засухи, смягчения её последствий или оказания помощи включают:
- Постройку плотин — многие плотины и связанные с ними водохранилища обеспечивают дополнительную воду во время засухи[38].
- Засев облаков — форма преднамеренного изменения погоды, чтобы искусственно вызвать выпадение дождя[39]. Эта тема остаётся горячо обсуждаемой, поскольку Национальный исследовательский совет США опубликовал в 2004 году отчёт, в котором говорится, что на сегодняшний день до сих пор нет убедительных научных доказательств эффективности преднамеренного изменения погоды [40].
- Опреснение морской воды и использование её для орошения или потребления[41].
- Мониторинг засухи — постоянное наблюдение за уровнем осадков и сравнение с текущими уровнями использования воды может помочь предотвратить искусственную засуху. Например, анализ водопользования в Йемене показал, что уровень грунтовых (подземных) вод подвергается серьёзному риску из-за чрезмерного использования[42]. Тщательный мониторинг уровня влажности также может помочь предсказать повышенный риск лесных пожаров с использованием таких показателей, как индекс засухи Китча-Байрама[англ.][30] или индекс засухи Палмера[англ.].
- Землепользование — тщательно спланированный севооборот может помочь свести к минимуму эрозию и позволить фермерам высаживать менее зависимые от воды культуры в более засушливые годы.
- Ограничение использования воды на открытом воздухе. Регулирование использования спринклеров, шлангов или вёдер на открытых растениях, наполнении бассейнов и других водоёмких домашних работах по обслуживанию.
- Сбор дождевой воды — сбор и хранение дождевой воды с крыш или других подходящих водосборов.
- Оборотная вода — бывшие сточные воды, обработанные и очищенные для повторного использования.
- Строительство каналов или перенаправление рек в качестве массовых попыток орошения в районах, подверженных засухе.